# Neoarius latirostris
Neoarius latirostris (лат.) — вид лучепёрых рыб из семейства ариевых. Впервые был описан Уильямом Джоном Маклеем в 1883 году, первоначально в составе рода Arius. Обитает в пресноводных водоёмах Индонезии и Папуа-Новой Гвинеи. В рацион Neoarius latirostris входят рыбы, моллюски, креветки, наземные членистоногие, водные насекомые и растения. Длина тела может достигать 50 см.
Красная Книга МСОП отмечает этот вид статусом LC (вызывающие наименьшие опасения), но отмечает текущее сокращение популяции этого вида. Основными угрозами МСОП называет рыболовство и сбор полезных ископаемых.